# Anne-Marie Antigo
Anne-Marie Antigo, née Anna Maria Antigó i Pujol à Perpignan le 19 janvier 1602 et morte dans la même ville le 28 septembre 1676, est une religieuse catalane.
Anne-Marie Antigo fut abbesse au couvent Sainte-Claire-de-la-Passion, situé dans la province du Roussillon et dédié aux clarisses. Elle est principalement connue pour son œuvre de paix au sein de sa communauté, sa réforme du couvent des clarisses, pour son rayonnement en terre catalane et bien au-delà  et pour avoir été retrouvée intacte en 1731, 54 ans après sa mort. Elle repose aujourd'hui au couvent sainte-Claire de Perpignan.

## Biographie
En 1652, Francesc de Sagarra l'exile à Barcelone avec 20 autres clarisses. Après la visite de la reine Anne d'Autriche à Perpignan le 10 avril 1660, les clarisses retrouvent leur couvent. Le couvent se trouve être sous l'autorité des frères franciscains qui sont alors des religieux  parlant le français. Les sœurs protestent que ceux-ci ne peuvent comprendre leurs confession et en appellent au Pape en 1664.
Un procès en béatification est entamé par l'évêque de Perpignan Jules de Carsalade du Pont en 1909, mais la procédure est longtemps restée en suspens, avant d'être relancée en août 2013. Reconnue vénérable, elle est l'objet d'une importante dévotion populaire.

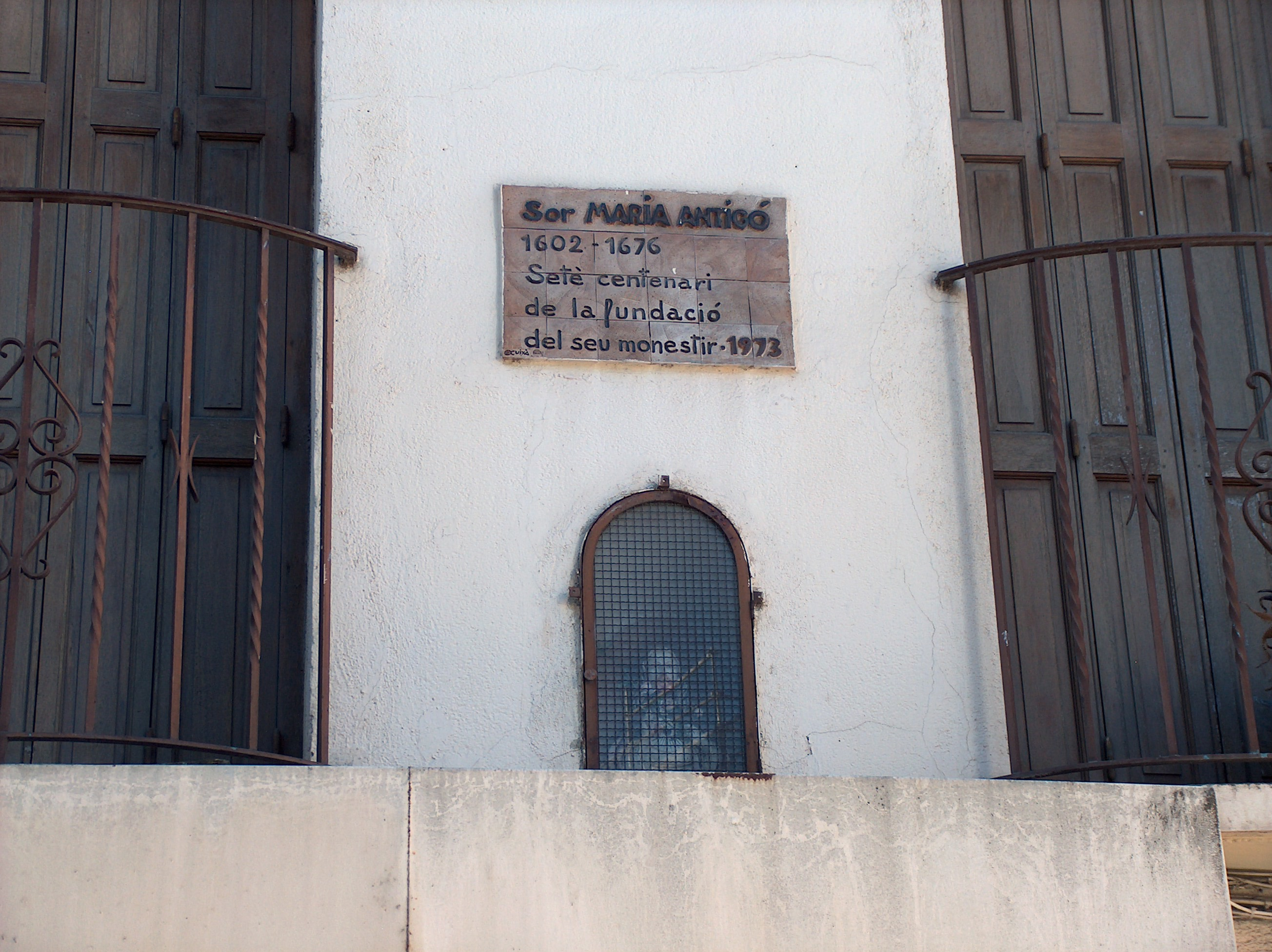
Plaque commémorative et icône au 2 rue Fontaine Neuve à Perpignan